# 森茂
森 茂（もり しげる、1920年5月6日 - 2002年5月10日）は、日本の実業家。京王百貨店代表取締役相談役。東京都出身。

## 経歴
1943年に東京商科大学を卒業と同時に鉄道省に入省。第二次世界大戦時は海軍省軍務局に勤務。戦後は運輸省に復帰。東京鉄道管理局営業部長。1964年に東京鉄道営業局総務課長。1966年に天王寺鉄道に移籍し管理局長に1967年に京王帝都電鉄に移籍。常務取締役から1975年に専務取締役を経て、1976年に子会社の京王百貨店代表取締役社長に就任。1983年に代表取締役会長。1988年に代表取締役相談役を経て1992年に退任し引退。
2002年5月10日午後5時20分に心筋梗塞のため東京都多摩市の病院で死去（82歳）。

## 受賞歴
- 1991年 - 勲三等瑞宝章

## 著書
- 『男の冬じたく　男やもめの生活と意見』はまの出版、1989年5月。ISBN 4893610724。
- 『七十歳男の出番 : 「心と考えが若ければ」青春人生』ミネルヴァ書房、1993年9月。ISBN 4623023419。